# لائه
لائه مرکز استان موروبه، واقع در کشور پاپوآ گینه نو است.